# Rottweil
Rottweil – miasto powiatowe w Niemczech, w kraju związkowym Badenia-Wirtembergia, w rejencji Fryburg, w regionie Schwarzwald-Baar-Heuberg, siedziba powiatu Rottweil oraz wspólnoty administracyjnej Rottweil. Leży nad Neckarem, ok. 80 km na południowy zachód od Stuttgartu.
Miasto jest znane z obchodów karnawałowych (Fastnet) na przełomie lutego i marca.
Rasa psów rottweiler wzięła nazwę właśnie od tego miasta.
W mieście rozwinął się przemysł włókienniczy oraz tworzyw sztucznych.

## Historia
Rottweil jest jedynym miastem w Badenii-Wirtembergii, któremu prawa miejskie zostały na pewno nadane jeszcze za czasów panowania rzymskiego. Nosiło wówczas nazwę Arae Flaviae. Znaczenie zyskało wraz z wytyczeniem z regionów naddunajskich drogi do Strasburga, poprowadzonej dalej doliną rzeki Kinzig.

## Zabytki
W Rottweil znajdują się takie zabytki jak:
- XII-wieczna katedra św. Krzyża (niem. Heilig-Kreuz-Münster), wewnątrz mieści się gotycki ołtarz dzieła Wita Stwosza
- XIV-wieczny kościół Kapellenkirche
- XIII-wieczna baszta Schwarze Tor
- ratusz miejski, z późnego gotyku
- ruiny zamku Bernburg
- ruiny rzymskich łaźni z II wieku
- fontanna renesansowa Merktbrunnen

Ponadto mieszczą się tu muzea:
- muzeum sztuki (Kunstsammlung)
- muzeum miejskie (Stadtmuseum)
- muzeum dominikanów (Dominikanermuseum)
- muzeum lalek i zabawek (Puppen- und Spielzeugmuseum)

## Wieża testowa
Nad miastem wznosi się wysoka na 246 metrów wieża testowa, należąca do koncernu ThyssenKrupp. Firma przeprowadza tam próby prototypów produkowanych przez siebie wind.

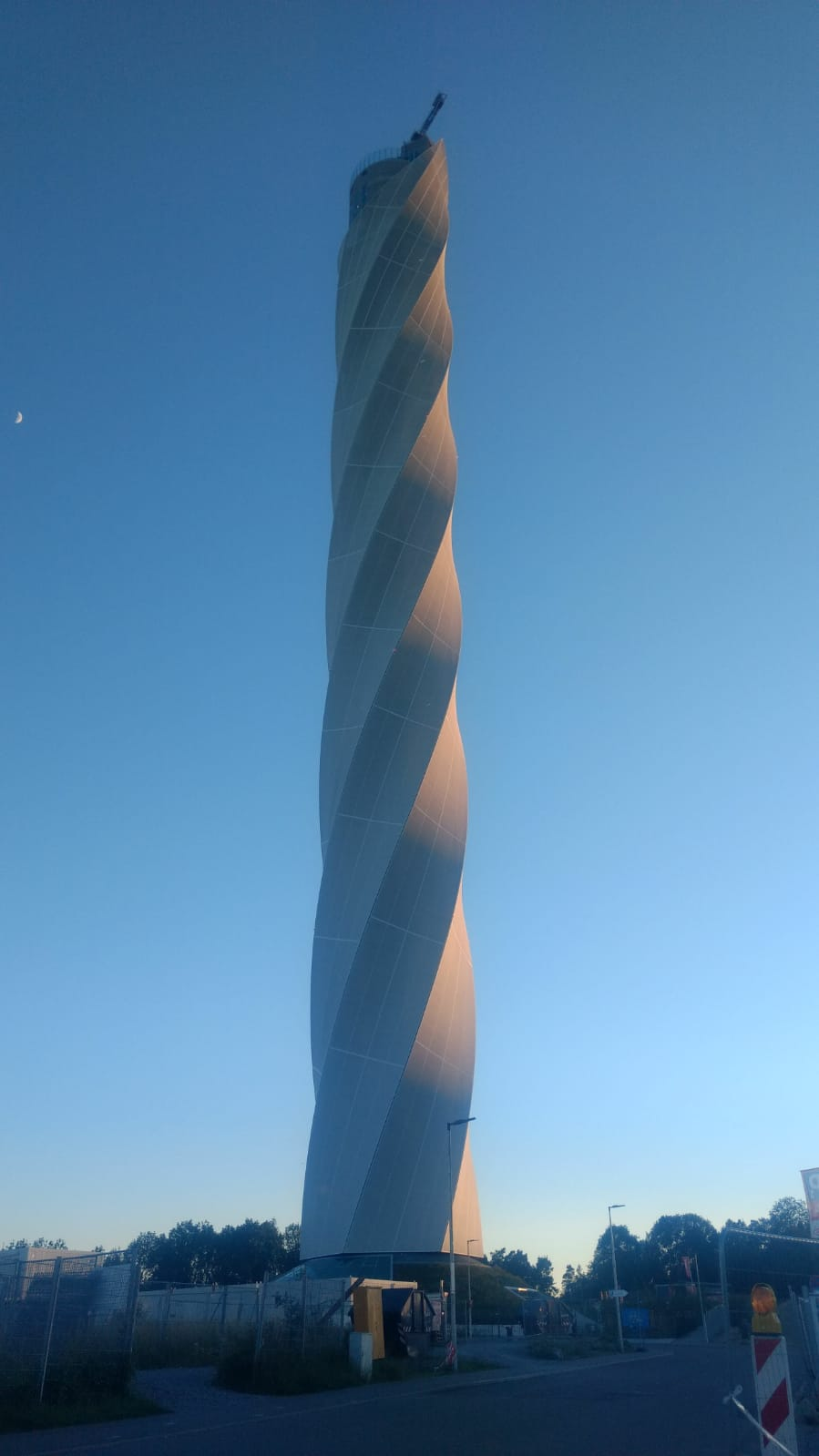
TK-Elevator-Testturm

## Transport
Miasto otaczają drogi krajowe B14 oraz B27 tworząc obwodnicę, w którą wchodzi droga krajowa B462. Około 4 km na zachód od centrum miasta przebiega autostrada A81 (zjazd 34 Rottweil).
Na terenie miasta zlokalizowane są trzy stacje kolejowe, jedna z nich to Rottweil. Wszystkie leżą na trasie Singen (Hohentwiel) – Stuttgart (Intercity-Express, prędkość do 160 km/h).

## Ludzie urodzeni w Rottweil
- Anne Haigis, piosenkarka
- Katharina Mayer, fotograf
- Rüdiger Safranski, pisarz
- Erwin Teufel, polityk
- Konrad Witz, malarz
- Joshua Kimmich, piłkarz

## Współpraca
Miejscowości partnerskie:
- Szwajcaria: Brugg
- Francja: Hyères
- Austria: Imst
- Włochy: L’Aquila